# Каргаполово
Каргапо́лово — село в Сузунском районе Новосибирской области России. Административный центр Каргаполовского сельсовета.
Благодаря расположению разреза рядом с селом, кратковременное изменение магнитного поля Земли получило название палеомагнитного экскурса Лашамп-Каргаполово.
Село расположено на правом берегу реки Обь. Основано в 1625 году, ранее было известно под названиями Каргаполово и Каменка. Название Каргаполово происходит от тюркского слова «карга», что означает «ворона», а в переводе с татарского — «стоящее на яру».
Площадь села — 78 гектаров. В селе по данным на 2007 год функционируют 1 учреждение здравоохранения и 2 учреждения образования.

## Население
| 2002 | 2007 | 2010 |
| ---- | ---- | ---- |
| 736  | ↘713 | ↘606 |